# Visor
Visor és una editorial espanyola dedicada fonamentalment a la publicació de llibres de poesia.

## Història
Fundada el 1968 per Jesús García Sánchez, l'editorial va inaugurar la seva trajectòria amb la publicació d'Una temporada a l'infern, d'Arthur Rimbaud; el llibre, que havia estat traduït al castellà pel poeta espanyol Gabriel Celaya, incloïa una introducció del mateix Celaya i un pròleg de Jacques Rivière, i va ser el primer volum de la Col·lecció Visor de Poesia. Des de llavors, al seu catàleg s'hi han aplegat autories com Louise Glück, Gloria Fuertes, Edward Estlin Cummings, Joaquín Sabina, Augusto Monterroso, Mario Benedetti, Tristan Tzara, Vicente Huidobro, Elvira Sastre, Gioconda Belli o Wisława Szymborska.
La Col·lecció Visor de Poesia, que naixia amb la portada negra, disseny i logo del llavors jove dissenyador gràfic Alberto Corazón, va acollir a més les obres guanyadores de prestigiosos certàmens, com l'extint Premi Rei Joan Carles de Poesia, convocat per primera vegada el 1983, i el Premi Fundació Loewe, la primera edició del qual data de 1988. En anys successius el segell es prodigaria en aquesta tasca, assumint la publicació dels poemaris guardonats amb el Premi Casa d'Amèrica de Poesia Americana, el Premi Internacional de Poesia Generació del 27, el Premi Germans Argensola, el Premi de Poesia Jaime Gil de Biedma, el Premi Claudio Rodríguez i el Premi Ciutat de Burgos, entre d'altres.
Entrat al segle xxi, Visor va iniciar la seva expansió empresarial a Hispanoamèrica. El 2014 va obrir una seu a Colòmbia, i el 2017 a Mèxic, en aliança amb Círculo de poesía.